# 官橋鎮 (瀏陽市)
官橋鎮（かんきょうちん）は中華人民共和国湖南省長沙市瀏陽市の鎮。

## 行政区画
- 九竜村
- 蘇故村（蘇故村、保華村が合併し、現在の蘇故村が発足。）
- 一江村
- 八角亭村
- 石灰嘴村（石灰嘴村、新元村が合併し、現在の石灰嘴村が発足。）
- 澗江河村（林塘村、徳慎村が合併し、現在の澗江河村が発足。）
- 集鎮社区[2]

## 経済

### 名物・特産品
- イノシシ

## 地理
官橋鎮は瀏陽市の南西部に位置し、西及び北西は鎮頭鎮と、東及び北東は普跡鎮と、南は株洲市とそれぞれ接している。
- 河川：瀏陽河
- ダム湖：峡山水庫
- 山：打牛嶺（標高270メートル）

## 教育
- 官橋中学

## 交通

### 鉄道
- 滬昆線

### 道路
- 県道：X019、X016
- 高速道路：滬昆高速道路、岳汝高速道路

## 観光
- 鐘馗廟